# نورت درویید هیلز (جورجیا)
نورت درویید هیلز (به انگلیسی: North Druid Hills) یک منطقهٔ مسکونی در ایالات متحده آمریکا است که در شهرستان دیکلب، جورجیا واقع شده‌است. نورت درویید هیلز ۱۲٫۹ کیلومتر مربع مساحت و ۱۸٬۹۴۷ نفر جمعیت دارد و ۳۰۹ متر بالاتر از سطح دریا واقع شده‌است.